# Peter Michael Blau
Peter Michael Blau (ur. 1918, zm. 2002) – amerykański socjolog, współtwórca (wraz z George'em Homansem) socjologicznej teorii wymiany. Profesor Columbia University. Zajmował się problemami organizacji, struktury społecznej oraz biurokracji. W 1974 roku pełnił obowiązki przewodniczącego Amerykańskiego Stowarzyszenia Socjologicznego.
Blau badał sposób w jaki z pojedynczych zachowań jednostek wyłaniają się struktury społeczne. Nie kwestionował on założeń teorii Homansa, ale w swojej teorii wymiany zajął się znacznie szerszym zakresem problemów.

## Wybrane prace
- Bureaucracy in Modern Society (1956)
- Exchange and Power in Social Life (1964)
- The American Occupational Structure (1967)
- Inequality and Heterogeneity (1977)